# Jollas lahorensis
Jollas lahorensis là một loài nhện trong họ Salticidae.
Loài này thuộc chi Jollas. Jollas lahorensis được Dyal miêu tả năm 1935.